# Кінбурнський 7-й драгунський полк
Кінбурнський 7-й драгунський полк — кавалерійський полк армійської кавалерії Російської імператорської армії.
Старшинство з 20 серпня 1798 р.
Полкове свято — 9 травня, День перенесення мощей Св. Микола Чудотворець

## Формування
20 серпня 1798 р. в Курську сформований драгунський генерал-майора Шведерса І полк у складі 5-ти ескадронів з офіцерів і нижніх чинів, відряджених з Чернігівського кірасирського полку і Московського і Санкт-Петербурзького драгунських полків з додаванням необхідної кількості рекрутів. 15 жовтня 1800 р. було названо драгунським генерал-майора Гловенського полком.
23 листопада 1800 р. перейменований в драгунський генерал-майора Міллера II полк.
З 29 березня 1801 р. — Кінбурнській драгунський полк. 16 березня 1803 р. виділено ескадрон на формування Переяславського драгунського полку. Натомість утворено новий ескадрон. 27 грудня 1803 року засновано запасний напівескадрон. 28 листопада 1810 р. запасний напівескадрон скасований. 27 грудня 1812 р. загальним наказом по кавалерії полк наказано привести до складу 6-ти діючих і одного запасного ескадронів.
З 1814 р. — у складі 1-ї драгунської дивізії, 1-й полк 2-ї бригади. 30 грудня 1828 року на герби і ґудзики присвоєно № 3. 18 жовтня 1829 р. замість запасного ескадрону утворений піший резерв.

## Участь у бойових діях
Російсько-турецька війна 1877—1878 рр.
15-16 вересня 1877 р. полк брав участь з дивізією в справі генерал-ад'ютанта Манзея у Хаджі-оглу-Базарджика. 11 листопада 1877 р. — у справі при селі Іриджі і розвідці міста Бальчик. 14 січня 1878 р. брав участь в бою під Хаджі-оглу-Базарджіка.
Перша світова війна
15 [24] червня 1915 року полк, разом з білоруськими гусарами і донськими козаками своєї дивізії, відзначився у флангової контратаці 7-ї кавалерійської дивізії — становила кавалерійський резерв III армії, проти наступаючих в прорив російської оборони частин генерала фон Макензена. 

## Розпізнавальні знаки
Полковий штандарт Георгіївський з написами: «1798-1897» та «За відзнаку в Турецькій війні 1877 і 1878 років» з Олександрівською ювілейною стрічкою.

## Відомі люди, пов'язані з полком
Костомаров Микола Іванович — юнкер (1837) 

## Шефи
- 16.09.1852 — 30.12.1909 — великий князь Михайло Миколайович